# ジャパンラグビートップリーグ2010-2011
ジャパンラグビートップリーグ2010-2011は2010年9月3日から2011年1月10日までレギュラーシーズンが行われた。
リーグ1位は東芝ブレイブルーパスであったが、プレーオフトーナメントではリーグ2位の三洋電機ワイルドナイツが優勝した。

## 参加チーム
ジャパンラグビートップリーグ2010-2011の参加チームは下表の通りである（記載は前年レギュラーシーズンの成績上位順）。
昨シーズンの結果、ホンダヒート（トップウェスト）、九州電力キューデンヴォルテクス（トップキュウシュウ）が各地域リーグに降格し、NTTコミュニケーションズシャイニングアークス（トップイーストリーグ）、豊田自動織機シャトルズ（トップウェスト）が各地域リーグから昇格した。
| チーム名                                    | 前年成績                                     | 備考                                                                                           |
| ------------------------------------------- | -------------------------------------------- | ---------------------------------------------------------------------------------------------- |
| 三洋電機ワイルドナイツ                      | トップリーグ 1位                             |                                                                                                |
| サントリーサンゴリアス                      | トップリーグ 2位                             |                                                                                                |
| 東芝ブレイブルーパス                        | トップリーグ 3位 プレーオフトーナメント 優勝 |                                                                                                |
| トヨタ自動車ヴェルブリッツ                  | トップリーグ 4位                             |                                                                                                |
| 神戸製鋼コベルコスティーラーズ              | トップリーグ 5位                             |                                                                                                |
| クボタスピアーズ                            | トップリーグ 6位                             |                                                                                                |
| 福岡サニックスブルース                      | トップリーグ 7位                             |                                                                                                |
| コカ・コーラウエストレッドスパークス        | トップリーグ 8位                             |                                                                                                |
| ヤマハ発動機ジュビロ                        | トップリーグ 9位                             |                                                                                                |
| NECグリーンロケッツ                         | トップリーグ 10位                            |                                                                                                |
| 近鉄ライナーズ                              | トップリーグ 11位                            | 残留（トップリーグ入替戦勝利）                                                                 |
| リコーブラックラムズ                        | トップリーグ 12位                            | 残留（トップリーグ入替戦勝利）                                                                 |
| NTTコミュニケーションズシャイニングアークス | トップイーストリーグ 優勝                    | 昇格（トップチャレンジ1 1位） 初昇格 昇格時に「NTTコミュニケーションズラグビー部」から名称変更 |
| 豊田自動織機シャトルズ                      | トップウェスト 優勝                          | 昇格（トップチャレンジ1 2位） 初昇格 昇格時に「豊田自動織機ラグビー部」から名称変更            |

## 順位表
| 順位 | チーム                                      | 試合 | 勝 | 分 | 負 | 得点 | 失点 | 得失 | 勝点 |                                      |
| ---- | ------------------------------------------- | ---- | -- | -- | -- | ---- | ---- | ---- | ---- | ------------------------------------ |
| 1    | 東芝ブレイブルーパス                        | 13   | 11 | 0  | 2  | 483  | 210  | 273  | 57   | プレーオフトーナメント、日本選手権へ |
| 2    | 三洋電機ワイルドナイツ                      | 13   | 11 | 0  | 2  | 545  | 163  | 382  | 55   | プレーオフトーナメント、日本選手権へ |
| 3    | トヨタ自動車ヴェルブリッツ                  | 13   | 11 | 0  | 2  | 446  | 261  | 185  | 55   | プレーオフトーナメント、日本選手権へ |
| 4    | サントリーサンゴリアス                      | 13   | 10 | 0  | 3  | 543  | 251  | 292  | 50   | プレーオフトーナメント、日本選手権へ |
| 5    | 神戸製鋼コベルコスティーラーズ              | 13   | 7  | 0  | 6  | 395  | 279  | 116  | 36   | 日本選手権出場決定トーナメントへ     |
| 6    | NECグリーンロケッツ                         | 13   | 7  | 0  | 6  | 276  | 332  | -56  | 34   | 日本選手権出場決定トーナメントへ     |
| 7    | リコーブラックラムズ                        | 13   | 6  | 0  | 7  | 364  | 389  | -25  | 32   | 日本選手権出場決定トーナメントへ     |
| 8    | 福岡サニックスブルース                      | 13   | 5  | 1  | 7  | 357  | 472  | -115 | 32   | 日本選手権出場決定トーナメントへ     |
| 9    | 近鉄ライナーズ                              | 13   | 6  | 0  | 7  | 277  | 344  | -67  | 31   | 日本選手権出場決定トーナメントへ     |
| 10   | コカ・コーラウエストレッドスパークス        | 13   | 5  | 0  | 8  | 250  | 438  | -188 | 28   | 日本選手権出場決定トーナメントへ     |
| 11   | ヤマハ発動機ジュビロ                        | 13   | 5  | 0  | 8  | 327  | 504  | -177 | 27   | 入替戦へ                             |
| 12   | NTTコミュニケーションズシャイニングアークス | 13   | 4  | 0  | 9  | 271  | 343  | -72  | 24   | 入替戦へ                             |
| 13   | クボタスピアーズ                            | 13   | 1  | 1  | 11 | 224  | 443  | -219 | 11   | 自動降格                             |
| 14   | 豊田自動織機シャトルズ                      | 13   | 1  | 0  | 12 | 229  | 558  | -329 | 11   | 自動降格                             |

## プレーオフトーナメント
|  | セミファイナル                           | セミファイナル         |                              |  | ファイナル | ファイナル |
|  |                                          |                        |                              |  |            |            |
|  | 2011年1月22日 - 秩父宮、東京             |                        |                              |  |            |            |
|  | 東芝ブレイブルーパス （リーグ1位）       | 12                     |                              |  |            |            |
|  | サントリーサンゴリアス （リーグ4位）     | 17                     |                              |  |            |            |
|  |                                          |                        | 2011年1月30日 - 秩父宮、東京 |  |            |            |
|  | サントリーサンゴリアス                   | 23                     |                              |  |            |            |
|  |                                          | 三洋電機ワイルドナイツ | 28                           |  |            |            |
|  | 2011年1月23日 - 秩父宮、東京             |                        |                              |  |            |            |
|  | トヨタ自動車ヴェルブリッツ （リーグ3位） | 10                     |                              |  |            |            |
|  | 三洋電機ワイルドナイツ （リーグ2位）     | 32                     |                              |  |            |            |

### セミファイナル
- 1月22日 東芝ブレイブルーパス 12-17 サントリーサンゴリアス
- 1月23日 トヨタ自動車ヴェルブリッツ 10-32 三洋電機ワイルドナイツ

### ファイナル
- 1月30日 サントリーサンゴリアス 23-28 三洋電機ワイルドナイツ

## 入替制度

### 自動降格
トップリーグの結果、13位クボタスピアーズのトップイーストリーグ、14位の豊田自動織機シャトルズのトップウェストへの自動降格が決定した。

### トップリーグチャレンジシリーズ

#### トップリーグチャレンジシリーズの方式変更
2010-2011シーズンからトップリーグチャレンジシリーズの方式が若干変化した。
| 変更箇所                       | 前年まで（2009-2010シーズン）                    | 今年から（2010-2011シーズン）                                           |
| ------------------------------ | ------------------------------------------------ | ----------------------------------------------------------------------- |
| トップチャレンジ1・2の開催時期 | トップチャレンジ1・2ともに同時開催               | トップチャレンジ2を先に開催し、チャレンジ2終了後トップチャレンジ1を開催 |
| トップチャレンジ2 1位の扱い    | トップリーグ11位チームと入替戦                   | トップチャレンジ1への進出                                               |
| トップチャレンジ1の開催方式    | 各地域リーグ1位の3チームによる総当たり戦         | 各地域リーグの1位とトップチャレンジ2 1位の4チームによる総当たり戦       |
| トップチャレンジ1の結果        | 上位2チームがトップリーグへ自動昇格、3位が入替戦 | 上位2チームがトップリーグへ自動昇格、下位2チームが入替戦                |
| トップリーグ11位の入替戦の相手 | トップチャレンジ2 1位                            | トップチャレンジ1 4位                                                   |

#### トップリーグチャレンジシリーズ2
| 順位 | チーム                                       | 試合 | 勝 | 分 | 負 | 得点 | 失点 | 得失 | BP | 勝点 |               |
| ---- | -------------------------------------------- | ---- | -- | -- | -- | ---- | ---- | ---- | -- | ---- | ------------- |
| 1    | ホンダヒート（トップウェスト）               | 2    | 2  | 0  | 0  | 92   | 42   | 50   | 2  | 10   | チャレンジ1へ |
| 2    | 東京ガス（トップイーストリーグ）             | 2    | 1  | 0  | 1  | 68   | 62   | 6    | 1  | 5    |               |
| 3    | マツダブルーズーマーズ（トップキュウシュウ） | 2    | 0  | 0  | 2  | 49   | 105  | -56  | 0  | 0    |               |
- 12月19日 ホンダヒート 52-27 マツダブルーズーマーズ（京都市宝が池公園運動施設球技場）
- 12月25日 マツダブルーズーマーズ 22-53 東京ガス（レベルファイブスタジアム）
- 1月3日 東京ガス 15-40 ホンダヒート（秩父宮ラグビー場）

以上の結果、1位ホンダヒートのトップリーグチャレンジシリーズ1への進出が決定した。

#### トップリーグチャレンジシリーズ1
| 順位 | チーム                                               | 試合 | 勝 | 分 | 負 | 得点 | 失点 | 得失 | BP | 勝点 |          |
| ---- | ---------------------------------------------------- | ---- | -- | -- | -- | ---- | ---- | ---- | -- | ---- | -------- |
| 1    | NTTドコモレッドハリケーンズ（トップウェスト）        | 3    | 3  | 0  | 0  | 111  | 28   | 83   | 2  | 14   | 自動昇格 |
| 2    | ホンダヒート（トップチャレンジ2 1位）                | 3    | 2  | 0  | 1  | 85   | 74   | 11   | 2  | 10   | 自動昇格 |
| 3    | キヤノン（トップイーストリーグ）                     | 3    | 1  | 0  | 2  | 71   | 88   | -17  | 3  | 7    | 入替戦へ |
| 4    | 九州電力キューデンヴォルテクス（トップキュウシュウ） | 3    | 0  | 0  | 3  | 39   | 116  | -77  | 0  | 0    | 入替戦へ |
- 秩父宮ラグビー場
  - 1月15日 九州電力キューデンヴォルテクス 19-34ホンダヒート
  - 1月15日 キヤノン 7-38NTTドコモレッドハリケーンズ

- レベルファイブスタジアム
  - 1月22日 NTTドコモレッドハリケーンズ 23-14 ホンダヒート
  - 1月22日 キヤノン 32-13 九州電力キューデンヴォルテクス

- 近鉄花園ラグビー場
  - 1月29日 キヤノン 12-10 ホンダヒート
  - 1月29日 NTTドコモレッドハリケーンズ 50-7 九州電力キューデンヴォルテクス

以上の結果、1位NTTドコモレッドハリケーンズと2位ホンダヒートがトップリーグへ自動昇格、3位キヤノン、4位の九州電力キューデンヴォルテクスのトップリーグ入替戦への出場が決定した。

### トップリーグ入替戦
規定により、トップリーグ11位ヤマハ発動機ジュビロがトップチャレンジ1・4位の九州電力キューデンヴォルテクスと、トップリーグ12位NTTコミュニケーションズシャイニングアークスが、トップチャレンジ1・3位のキヤノンと入替戦を行った。
- 2月12日 ヤマハ発動機ジュビロ（トップリーグ11位）12-10 九州電力キューデンヴォルテクス（トップチャレンジ1・4位）（ヤマハスタジアム）
- 2月12日 NTTコミュニケーションズシャイニングアークス（トップリーグ12位）  31-19 キヤノン（トップチャレンジ1・3位）（秩父宮ラグビー場）

入替戦の結果、ヤマハ発動機ジュビロ、NTTコミュニケーションズシャイニングアークスのトップリーグ残留が決定した。

## 表彰
2010-2011シーズンの年間表彰式は、2011年1月31日に東京国際フォーラムで実施された。

### チーム表彰

#### TOP LEAGUE 優勝チーム
|        | チーム名                   | 備考 |
| ------ | -------------------------- | ---- |
| 優勝   | 三洋電機ワイルドナイツ     |      |
| 準優勝 | サントリーサンゴリアス     |      |
| 第3位  | 東芝ブレイブルーパス       |      |
| 第3位  | トヨタ自動車ヴェルブリッツ |      |

#### フェアプレーチーム賞
| チーム名               | 備考             |
| ---------------------- | ---------------- |
| 三洋電機ワイルドナイツ | （2年ぶり4回目） |

#### ベストファンサービス賞
| チーム名                       | 備考             |
| ------------------------------ | ---------------- |
| 神戸製鋼コベルコスティーラーズ | （7年連続7回目） |

### 個人表彰

#### トップリーグMVP
| 氏名     | 所属チーム             | 備考       |
| -------- | ---------------------- | ---------- |
| 堀江翔太 | 三洋電機ワイルドナイツ | （初受賞） |

#### 新人賞
| 氏名     | 所属チーム             |
| -------- | ---------------------- |
| 日和佐篤 | サントリーサンゴリアス |

#### 最多トライゲッター
| 氏名       | 所属チーム             | 備考                     |
| ---------- | ---------------------- | ------------------------ |
| 小野澤宏時 | サントリーサンゴリアス | 15トライ（2年連続2回目） |

#### 得点王
| 氏名           | 所属チーム                 | 備考                             |
| -------------- | -------------------------- | -------------------------------- |
| オレニ・アイイ | トヨタ自動車ヴェルブリッツ | 178得点（9T/35G/21PG）（初受賞） |

#### ベストキッカー
| 氏名   | 所属チーム             | 備考                                |
| ------ | ---------------------- | ----------------------------------- |
| 田邉淳 | 三洋電機ワイルドナイツ | 152得点（52G/16PG）（2年連続2回目） |

#### ベストホイッスル
| 氏名     | 備考             |
| -------- | ---------------- |
| 平林泰三 | （4年ぶり2回目） |

#### プレーオフトーナメントMVP
| 氏名     | 所属チーム             | 備考       |
| -------- | ---------------------- | ---------- |
| 山田章仁 | 三洋電機ワイルドナイツ | （初受賞） |

### ベストフィフティーン
| ポジション | 氏名                 | 所属チーム                 | 備考             |
| ---------- | -------------------- | -------------------------- | ---------------- |
| PR1        | 久保知大             | 東芝ブレイブルーパス       | （初受賞）       |
| HO         | 堀江翔太             | 三洋電機ワイルドナイツ     | （2年連続2回目） |
| PR3        | 畠山健介             | サントリーサンゴリアス     | （3年連続3回目） |
| LO         | 大野均               | 東芝ブレイブルーパス       | （5年連続6回目） |
| LO         | ダニエル・ヒーナン   | 三洋電機ワイルドナイツ     | （2年ぶり2回目） |
| FL         | スティーブン・ベイツ | 東芝ブレイブルーパス       | （3年連続3回目） |
| FL         | 中山義孝             | トヨタ自動車ヴェルブリッツ | （初受賞）       |
| NO8        | ホラニ龍コリニアシ   | 三洋電機ワイルドナイツ     | （2年ぶり2回目） |
| SH         | 田中史朗             | 三洋電機ワイルドナイツ     | （2年ぶり3回目） |
| SO         | オレニ・アイイ       | サントリーサンゴリアス     | （初受賞）       |
| WTB        | 小野澤宏時           | サントリーサンゴリアス     | （6年連続7回目） |
| WTB        | 山田章仁             | 三洋電機ワイルドナイツ     | （初受賞）       |
| CTB        | 霜村誠一             | 三洋電機ワイルドナイツ     | （4年連続4回目） |
| CTB        | ライアン・ニコラス   | サントリーサンゴリアス     | （3年連続4回目） |
| FB         | 田邉淳               | 三洋電機ワイルドナイツ     | （2年連続3回目） |

## 参照
1. ↑  トップリーグ2010-2011 年間表彰式レポート